# Leiocephalus personatus
Espèce
Synonymes
- Liocephalus personatus Cope, 1863

Leiocephalus personatus est une espèce de sauriens de la famille des Leiocephalidae.

## Répartition
Cette espèce est endémique de l'île d'Hispaniola. Elle se rencontre à Haïti et en République dominicaine.

## Description
Les mâles mesurent jusqu'à 86 mm et les femelles jusqu'à 63 mm, sans la queue.

## Liste des sous-espèces
Selon The Reptile Database (23 mars 2013) :
- Leiocephalus personatus actites Schwartz, 1967
- Leiocephalus personatus agraulus Schwartz, 1967
- Leiocephalus personatus budeni Schwartz, 1967
- Leiocephalus personatus elattoprosopon Gali, Schwartz & Suarez, 1988
- Leiocephalus personatus mentalis Cochran, 1932
- Leiocephalus personatus personatus (Cope, 1863)
- Leiocephalus personatus poikilometes Schwartz, 1969
- Leiocephalus personatus pyrrholaemus Schwartz, 1971
- Leiocephalus personatus scalaris Cochran, 1932
- Leiocephalus personatus socoensis Gali & Schwartz, 1982
- Leiocephalus personatus tarachodes Schwartz, 1967
- Leiocephalus personatus trujilloensis Mertens, 1949

## Publications originales
- Cochran, 1932 : Two new subspecies of lizards of the genus Leiocephalus from Hispaniola. Proceedings Biological Society of Washington, vol. 45, p. 177-182 (texte intégral).
- Cope, 1863 : Contributions to Neotropical saurology. Proceedings of the Academy of Natural Sciences of Philadelphia, vol. 14, p. 176-188 (texte intégral).
- Gali & Schwartz, 1982 : A new subspecies of Leiocephalus personatus from the Republic Dominicana. Journal of Herpetology, vol. 16, no 2, p. 177-179.
- Gali, Schwartz, & Suarez, 1988 : A new subspecies of Leiocephalus personatus (Sauria: Iguanidae) from Haiti. Proceedings of the Biological Society of Washington, vol. 101, no 1, p. 1-3 (texte intégral).
- Mertens, 1949 : Herpetologische Ergebnisse einer Reise nach der Insel Hispaniola, Westindien. Abhandlungen der Senckenbergischen Naturforschenden Gesellschaft, vol. 449, p. 1-84.
- Schwartz, 1967 : The Leiocephalus (Lacertilia: Iguanidae) of Hispaniola. II. The Leiocephalus personatus complex. Tulane Studies in Zoology, vol. 14, p. 1-53 (texte intégral).
- Schwartz, 1969 : Two new subspecies of Leiocephalus from Hispaniola. Journal of Herpetology, vol. 3, no 1/2, p. 79-85.
- Schwartz, 1971 : A new subspecies of Leiocephalus personatus (Sauria, Iguanidae). Herpetologica, vol. 27, no 2, p. 176-182.